# Elías Muñoz
Elías Muñoz Ríos (3 de novembre de 1941) és un exfutbolista mexicà.

## Selecció de Mèxic
Va formar part de l'equip mexicà a la Copa del Món de 1966.